# منتخب البحرين لكرة الطائرة
منتخب البحرين لكرة الطائرة للرجال يمثل البحرين في مسابقات الكرة الطائرة الدولية والمباريات الودية. المنتخب حاليا يحتل المركز الثامن والثلاثون على مستوى العالم.